# FK NFK Minsk
FK NFK Minsk (belaruska: Футбольны клуб НФК, Futbolnij Klub NFK) är en belarusk fotbollsklubb i Minsk.

## Historia
Fotbollsklubb grundades 2011 som Krumkači Minsk.
- 2011–2018: FK Krumkači Minsk (belaruska: Футбольны клуб Крумкачы, Futbolnij Klub Krumkači (en. Krumkachy));
- sedan 2019: FK NFK Minsk (belaruska: Футбольны клуб НФК, Futbolnij Klub NFK).

## Placering tidigare säsonger
FK Krumkači Minsk
| Säsong | Nivå | Liga          | Placering | Referens |
| ------ | ---- | ------------- | --------- | -------- |
| 2014   | 3    | 2. liha       | 2         | [ 1 ]    |
| 2015   | 2    | 1. liha       | 3         | [ 2 ]    |
| 2016   | 1    | Vysshaya Liga | 11        | [ 3 ]    |
| 2017   | 1    | Vysshaya Liga | 13        | [ 4 ]    |
| 2018   | 3    | 2. liha       | 2         | [ 5 ]    |

FK NFK Minsk
| Säsong | Nivå | Liga    | Placering | Referens |
| ------ | ---- | ------- | --------- | -------- |
| 2019   | 2    | 1. liha | 8         | [ 6 ]    |

FK Krumkači Minsk
| Säsong | Nivå | Liga    | Placering | Referens |
| ------ | ---- | ------- | --------- | -------- |
| 2020   | 2    | 1. liha | 7         | [ 7 ]    |
| 2021   | 2    | 1. liha | 3         | [ 8 ]    |
| 2022   | 2    | 1. liha |           | [ 9 ]    |